# Halsbandspecht
Der Halsbandspecht (Picus rabieri) ist eine Vogelart aus der Familie der Spechte (Picidae). Er zählt zu den bisher am wenigsten erforschten Spechten. Die mittelgroße Art besiedelt soweit bekannt ein relativ kleines Gebiet in Südostasien und bewohnt den immergrünen tropischen Regenwald, halbimmergrüne Wälder sowie alte gemischte Laubwälder, wobei auch selektiv durchforstete und stark aufgelichtete Waldbereiche mindestens toleriert werden. Zur Lebensweise liegen kaum Angaben vor, die häufig niedrig an Bäumen und wohl auch regelmäßig auf dem Boden gesuchte Nahrung besteht wohl vor allem aus Ameisen. 
Die Art gilt als nicht häufig bis lokal recht häufig. Der Bestand ist aufgrund der anhaltenden Waldzerstörung wahrscheinlich mäßig schnell rückläufig, der Halsbandspecht wird von der IUCN daher als Art der Vorwarnliste („near threatened“) eingestuft.

## Beschreibung
Der Halsbandspecht ähnelt dem in Mitteleuropa heimischen Grünspecht im Habitus und bezüglich des überwiegend grünen Gefieders, Kopf- und Halsfärbung weichen jedoch stark ab. Es sind mittelgroße Spechte mit einer undeutlichen Federhaube, einem steifen, langen Schwanz und einem relativ langen, leicht meißelförmig zugespitzten und an der Basis recht breiten Schnabel. Der Oberschnabel ist am First nach unten gebogen. Die Körperlänge beträgt etwa 30 cm, sie sind damit etwas kleiner als ein Grünspecht. Zum Gewicht liegen keine Angaben vor. Die Art zeigt hinsichtlich der Färbung einen deutlichen Geschlechtsdimorphismus.
Bei Männchen ist der gesamte Rücken einschließlich der Schulterfedern leuchtend dunkelgrün. Der Bürzel ist nur wenig heller, die Oberschwanzdecken sind grün mit dunklen Schaftstrichen. Die Oberflügeldecken und die Schirmfedern sind grün mit einem Bronzeton, gelegentlich auch mit einem Rotton. Die Schwingen sind schwärzlich braun, die Armschwingen haben bronzegrüne oder rot verwaschene Außenfahnen. Alle Schwingen haben breit weiß gebänderte Innenfahnen, die Außenfahnen der Handschwingen sind zusätzlich weiß gefleckt oder schmal weiß gebändert. Die Schwanzoberseite ist schwärzlich, die mittleren Steuerfedern zeigen grüne Säume. Untere Brust und oberer Bauch sind grün. Die Befiederung von Flanken und Unterbauch zeigt auf olivgrünem Grund schmutzig weiße Schaftstriche und undeutliche weiße Säume und Spitzen, wodurch ein Schuppenmuster entsteht. Die Unterschwanzdecken sind olivgrau mit olivgrünen Säumen und Spitzen. Die Unterflügel weisen auf weißlichem Grund eine graubraune Bänderung auf. Der Unterschwanz ist schwärzlich mit besonders auf den äußeren Steuerfedern kräftiger grüngelber Verwaschung, die mittleren Steuerfedern zeigen gelegentlich schmale helle Binden. 
Stirn, Ober- und Hinterkopf sind rot, der Oberkopf zeigt einige schwärzliche Strichel. Die Rotfärbung schließt die Kopfseiten bis fast zum oberen Augenrand ein, setzt sich unterhalb der Ohrdecken nach vorn fort, verbindet sich mit dem roten Bartstreif und reicht bis auf die obere Brust. Ein undeutlicher und schmaler weißlicher oder weißlich grüner Augenstreif reicht vom oberen Augenrand bis knapp hinter das Auge. Die Ohrdecken und die Wangen sind matt hellgrün, oft mit einigen roten Federspitzen oder einer roten Verwaschung. Kinn und Kehle sind blass grünlich und oft weiß gestrichelt, die untere Kehle ist wie die Brust rot. Der Nacken ist grün und zeigt gelegentlich einige rote Federspitzen.
Der Schnabel ist schwarz oder schwarzgrau, die Basis des Unterschnabels ist heller grünlich oder gelblich grün. Beine und Zehen sind gelblich grün oder grünlich grau. Die Iris ist rötlich braun oder rosabraun.
Beim Weibchen sind Stirn und Oberkopf grün, der Oberkopf ist auf diesem Grund schwarz gestrichelt. Der Bartstreif ist weniger rot oder sogar schwärzlich, oft ist auch die Rotfärbung am vorderen und seitlichen Hals weniger ausgeprägt. Über die innerartliche Variabilität ist nichts bekannt, bisher wurden keine Unterarten beschrieben.

## Lautäußerungen
Die Rufe sind noch nicht beschrieben. Die Trommelwirbel sind schnell, unregelmäßig und von mittlerer Länge.

## Verbreitung und Lebensraum
Diese Spechtart besiedelt ein relativ kleines Gebiet in Südostasien. Das bisher nicht genau bekannte Verbreitungsgebiet umfasst zumindest das zentrale und südliche Laos sowie das zentrale und nördliche Vietnam, ein älterer Nachweis liegt aus dem nördlich angrenzenden äußersten Süden der chinesischen Provinz Yunnan vor. Zur Größe des Gesamtverbreitungsgebietes gibt es keine Angaben.
Halsbandspechte bewohnen den immergrünen tropischen Regenwald, halbimmergrüne Wälder sowie alte gemischte Laubwälder, wobei auch selektiv durchforstete und stark aufgelichtete Waldbereiche mindestens toleriert werden. Die Höhenverbreitung reicht in Vietnam bis 700 m.

## Lebensweise
Zur Lebensweise der Art gibt es bisher kaum Angaben. Die häufig niedrig an Bäumen und wohl auch regelmäßig auf dem Boden gesuchte Nahrung besteht wohl vor allem aus Ameisen. Vermutlich wird zwischen Januar und März gebrütet, im Norden Vietnams wurden Jungvögel Anfang Juli beobachtet. Weitere Angaben zur Brutbiologie liegen bisher nicht vor.

## Bestand und Gefährdung
Angaben zur Größe des Weltbestandes sind nicht verfügbar. Die Art gilt als nicht häufig bis lokal recht häufig. Der Bestand ist aufgrund der anhaltenden Waldzerstörung wahrscheinlich mäßig schnell rückläufig, der Halsbandspecht wird von der IUCN daher als Art der Vorwarnliste („near threatened“) eingestuft.